# Kouk Pou
Kouk Pou es una comuna (khum) del distrito de Bourei Cholsar, en la provincia de Takéo, Camboya. En marzo de 2008 tenía una población estimada de 9494 habitantes.
Se encuentra ubicada al sur del país, en la llanura camboyana, cerca del río Mekong y de la frontera con Vietnam.